# Рушевине сеоске цркве (Топличане)
Рушевине сеоске цркве се налази у атару насељеног места Топличане, у општини Липљан, на Косову и Метохији. Представљају непокретно културно добро као споменик културе.
Сеоска црква је укопана, саграђена од већих блокова тесане цигле и камена. Црква је имала и припрату. У олтару је секундарно изграђена римска стела као часна трпеза. На стелу се уочавају фреске са три лика покојника.

## Основ за упис у регистар
Решење Покрајинског завода за заштиту споменика културе у Приштини, бр. 111 од 9. 5. 1983. г. Закон о заштити споменика културе (Сл. лист САПК бр. 19/77).